# Metzer Ballonpost
Unter Metzer Ballonpost versteht der Philatelist die Postverbindung durch Ballone, den Papillon de Metz, von Metz und dem unbesetzten Frankreich während dessen Belagerung im Zuge des Deutsch-Französischen Krieges. Diese fand zwischen dem 6. September 1870 und dem 14. September 1870 statt. Obwohl sie vor der Pariser Ballonpost stattfand, erlangt sie bei weitem nicht deren Berühmtheit.
Während der Belagerung der Festung Metz versuchten die Eingeschlossenen verzweifelt, Nachrichten an die Verbündeten zu überbringen. Der Stabsarzt Dr. Papillion wollte dies mittels kleiner Papierballone versuchen. Er stellte schließlich mehrere dieser Ballone gemeinsam mit dem Stabsapotheker Dr. Jeanel her. Die Papierballone wurden mit Rizinusöl und Kollodium präpariert. Sie hatten eine Tragkraft von je 40 g für 5 Stunden. Am 6. September 1870 wurden die ersten Ballone aufgelassen. Bis zum 14. September folgten weitere nach. Die Angaben in der Literatur schwanken hierfür von 14 bis 44 Stück. Von den aufgelassenen Ballonen erreichten mindestens sieben ihr Ziel.
Neben diesen Ballonen gab es auch Versuche vom Genie-Corps, Nachrichten mittels etwas größerer Papierballone zu überbringen. Diese schlugen jedoch alle fehl. Auch die Nachrichtenüberbringung der Papillon de Metz wurde nach dem 14. September nicht mehr aufgenommen.
Über die Herkunft des Namens der Papillon de Metz gibt es zwei verschiedene Theorien. Da der Name ihres Erfinders Dr. Papillion oftmals angezweifelt wird, geht manche Philatelisten und Historiker davon aus, dass der Name auf das leichte Gewicht und Aussehen (Papillon = Schmetterling) zurückzuführen ist.